# Maria (kejsarinna)
Maria, född okänt år, död 407, var en romersk kejsarinna, gift med kejsar Honorius. Hon var dotter till generalen Stilicho och adelsdamen Serena och syster till Eucherius och Aemilia Materna Thermantia; hennes mor var brorsdotter till kejsar Theodosius I.

## Biografi
Marias födelseår är okänt. Hennes mor Serena, som hade uppfostrats av sin morbror Thedodosius och hans hustru, blev bortgift med hennes far Stilicho av kejsar Theodosius, sedan Stilicho hade förhandlat fram ett fredsavtal med Sassaniderna år 384 eller 387. 
År 398 arrangerades ett äktenskap mellan henne och hennes andrekusin kejsar Honorius: brudgummen var 14 år och Maria antas ha varit högst 14 själv, möjligen yngre. Claudius Claudianus författade ett kväde till bröllopet, där Maria jämfördes med gudinnan Venus i skönhet. Enligt Zosimos (historiker) var Marias mor Serena orolig för henne inför bröllopsnatten, därför att hon tyckte att dottern var för ung för att ha sex. Därför ska Serena, efter att ha konsulterat en kvinna med kunskap om ämnet, ha drogat Honorius under bröllopsnatten för att förhindra honom från att fullborda äktenskapet. 
Efter hennes död gifte Honorius om sig med hennes syster Aemilia Materna Thermantia.

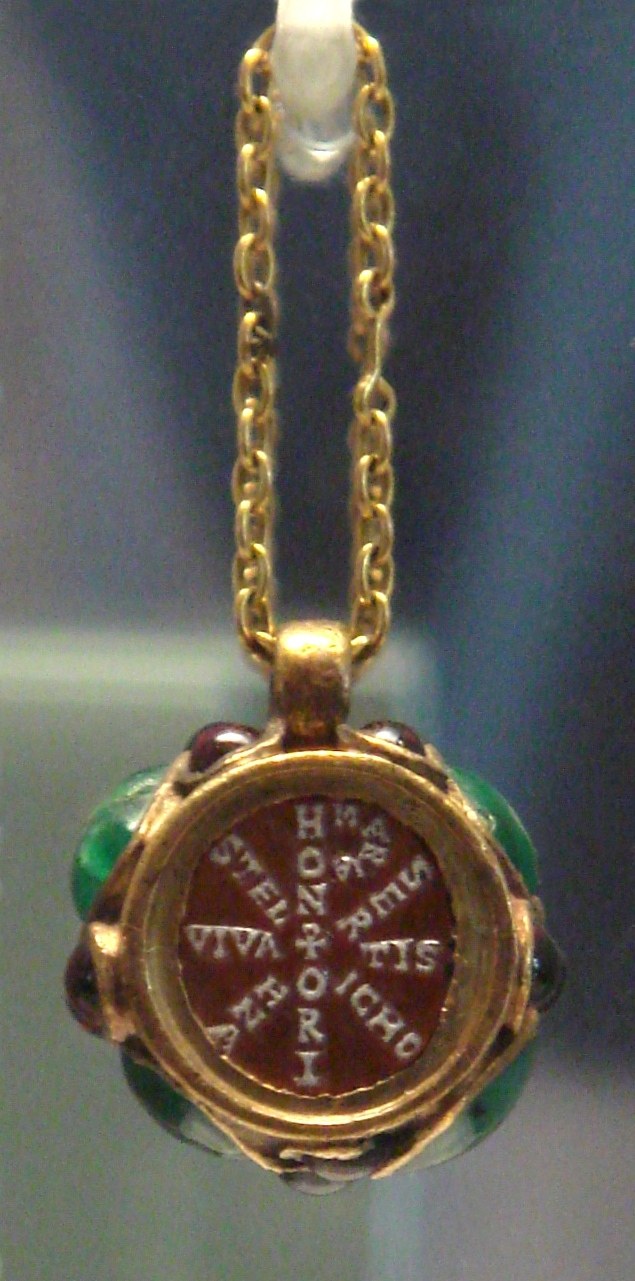
Marias medaljong, som förvaras på Louvre.